# Новоселівка (Цебриківська селищна громада)
Новосе́лівка — село в Україні, у Цебриківській селищній громаді Роздільнянського району Одеської області. Населення становить 0 осіб. Відстань до Великої Михайлівки становить близько 39 км і проходить автошляхом Т 1615.
До 17 липня 2020 року було підпорядковане Великомихайлівського району, який був ліквідований.

## Населення
Згідно з переписом 1989 року населення села становило 52 особи, з яких 24 чоловіки та 28 жінок.
За переписом населення 2001 року в селі мешкало 30 осіб.
Незаселене з кінця 2000-х - початку 2010-х років.

### Мова
Розподіл населення за рідною мовою за даними перепису 2001 року:
| Мова       | Відсоток |
| ---------- | -------- |
| українська | 75,86 %  |
| російська  | 20,69 %  |
| молдовська | 3,45 %   |